# Мишо, Александр Францевич
Граф Александр Францевич Мишо де Боретур (фр. Alexandre Michaud de Beauretour, 19 января 1771, Ницца — 10 июня 1841, Палермо) — российский военачальник эпохи наполеоновских войн, генерал от инфантерии, генерал-адъютант Русской императорской армии.

## Биография
Александр Францевич Мишо де Боретур родился 19 января 1771 года в Графстве Ницца.
В 1792—1796 гг. воевал с французами в составе сардинской армии, затем был принят в Инженерный корпус русской армии.

Сражался в Русско-турецкой войне 1806—1812 гг. и был награждён 19 июня 1810 года орденом Святого Георгия 4-го класса за № 2176 
В воздаяние отличнаго мужества и храбрости, оказанных в сражении против турок 19 мая при Туртукае, где, командуя охотниками, первый дебаркировался и, несмотря на полученный при сем ушиб и неприятельские ружейные выстрелы, быстро взбежал на вышину, потом, сбив неприятеля, преследовал его и удержал тем в безопасности нашу переправу
В 1812 году ему поручено было избрать места для укреплённых лагерей в окрестностях Москвы и на берегах Волги. Мишо был послан Михаилом Кутузовым к императору Александру I с вестью о потере Москвы, а потом с донесением о Тарутинском сражении.
В кампаниях 1813—14 гг. он постоянно находился при государе и получил звание генерал-адъютанта. Посланный в 1814 г. к сардинскому королю с известием о возвращении ему Пьемонта, М. возведён был в графское достоинство Сардинского королевства; впоследствии (1839) король пожаловал М. титул «de Beau-Retour». Император Николай I разрешил Мишо по случаю расстроенного здоровья возвратиться на родину.
13 апреля 1841 года ему был пожалован чин генерала от инфантерии.

## Награды
- Орден Святого Владимира 4-й ст. (1809)
- Орден Святого Георгия 4-го кл. (1810)
- Золотая шпага «За Храбрость» (1812)
- Орден Святого Владимира 3-й ст. (1813)
- австрийский Орден Леопольда 2-й ст. (1813)
- прусский Орден Красного орла 2-й ст. (1813)
- сардинский Орден Святых Маврикия и Лазаря 3-й ст. (1814)
- баварский Военный орден Максимилиана Иосифа (1814)
- вюртембергский Орден «За военные заслуги» (1814)
- французский Орден Святого Людовика (1815)
- Орден Святой Анны 1-й ст. (1823)